# Kontynenty (seria wydawnicza)
Kontynenty – seria wydawnicza, publikowana przy współpracy z miesięcznikiem "Kontynenty" przez Wydawnictwo "Książka i Wiedza" oraz RSW Prasa-Książka-Ruch. Wydawana od lat 70. do 80. XX w. Autorem projektu i opracowania graficznego serii był Andrzej Korybut-Daszkiewicz. Znalazły się w niej reportaże polskich autorów, z wypraw do krajów całego świata. Wydawana w formacie kieszonkowym.

## Tytuły serii
- Ryszard Bańkowicz, Cyprysy na wietrze (1972)
- Andrzej Bińkowski, Królestwo za Bramą Łez (1971)
- Jerzy Chociłowski, Bali-kwiat z ogrodu snów (1976)
- Genowefa Czekała-Mucha, Uhuru (1978)
- Genowefa Czekała-Mucha, Wędrówki po Angoli (1986, ISBN 83-051-1432-5)
- Krzysztof Dębnicki, Nepal, królestwo wśród chmur (1981)
- Elżbieta Dzikowska, Niełatwo być Indianinem (1976)
- Jadwiga Ficowska, Maroko - młode państwo w starym kraju (1977)
- Jolanta Klimowicz-Osmańczyk, Moje Chile (1973)
- Bogdan Kołodziejski, Dwadzieścia tysięcy kilometrów antypodów (1971)
- Żanna Kormanowa, Kontynent nieznany. Notatki australijskie (1973)
- Zdzisław Marzec, W cieniu Andów (1970)
- Remigiusz Napiórkowski, W Hongkongu i dalej (1972)
- Lech Niekrasz, Podróż z Syjamu do Tajlandii (1982)
- Lech Niekrasz, Rewolucja w generalskim mundurze (1976)
- Jan Petrus, W Afganistanie, kraju buzkaszi (1974)
- Ryszard Piekarowicz, Zrozumieć Indie (1977)
- Ryszard Rymaszewski, Groty przeciw Phantomom (1971)
- Władysław Śliwka-Szczerbic, Świt nad Nigrem (1980)
- Monika Warneńska, Kraj tysięcy pagód (1979)
- Barbara Zaorska, Marabut i tubiba. Wspomnienia lekarki (1987, ISBN 83-051-1742-1)
- Tadeusz Zimecki, Australia kusząca obietnicą (1976, 1978)